# بسري
 بسْري هي إحدى القرى اللبنانية من قرى قضاء جزين في محافظة الجنوب.